# Efecto de primer paso

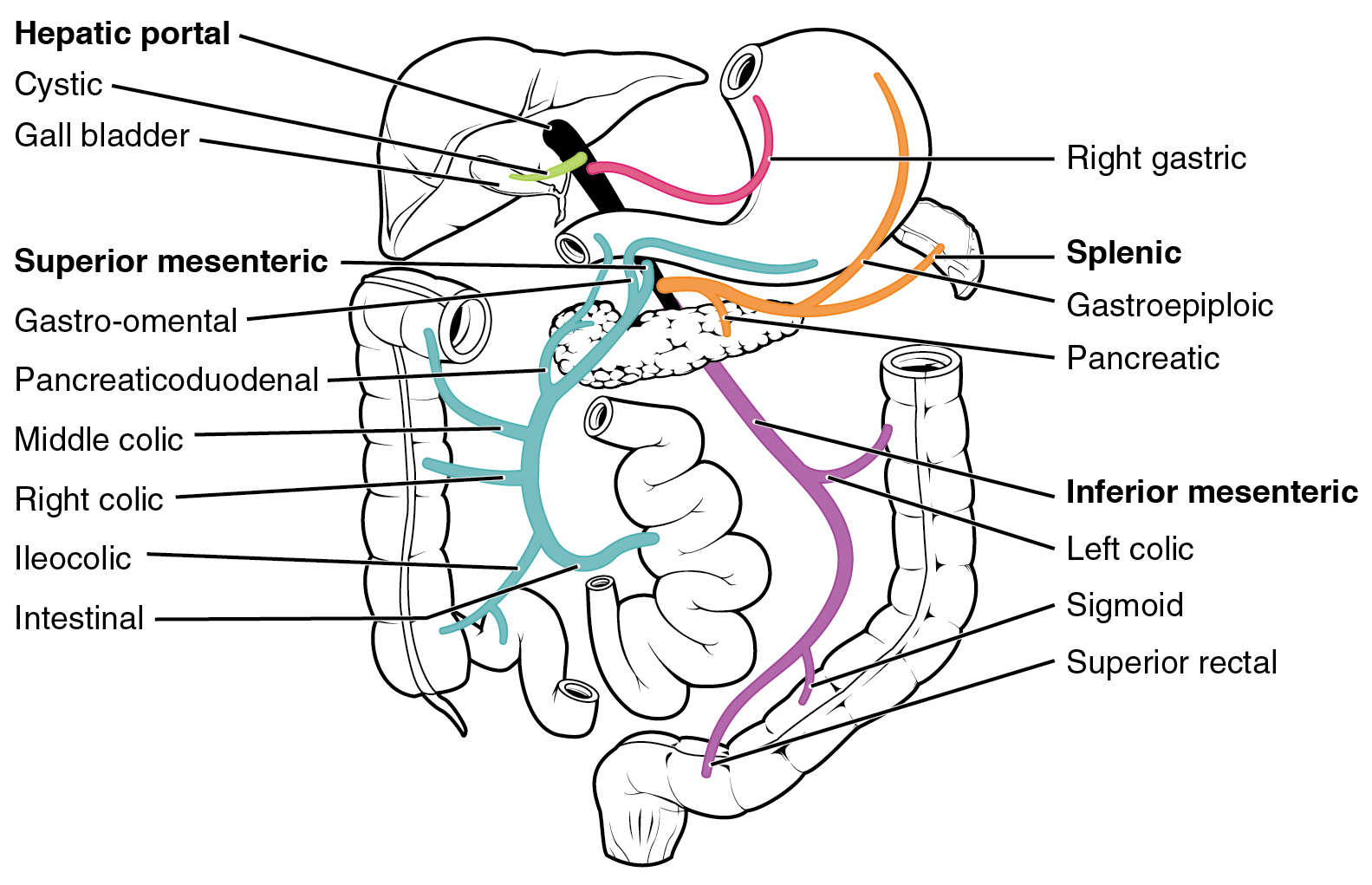
Ilustración sobre el sistema de circulación de la vena porta hepática.

El efecto de primer paso (también conocido como metabolismo de primer paso o metabolismo presistémico) es un fenómeno de metabolismo de fármacos en un lugar específico del organismo que conduce a una reducción de la concentración del fármaco activo antes de que alcance el lugar de acción o la circulación sistémica. El efecto se asocia más con los medicamentos administrados por vía oral, pero algunos fármacos siguen sufriendo un metabolismo de primer paso incluso cuando se administran por una vía alternativa (p. ej., IV, IM, etc.). Durante este metabolismo, el fármaco se pierde durante el proceso de absorción, que generalmente está relacionado con el hígado y la pared intestinal. El hígado es el principal lugar de efecto de primer paso; sin embargo, también puede producirse en los pulmones, la vasculatura u otros tejidos metabólicamente activos del organismo. 
Algunos fármacos que experimentan un efecto de primer paso significativo son la buprenorfina, la clorpromazina, la cimetidina, el diazepam, el etanol (alcohol de beber), la imipramina, la insulina, la lidocaína, el midazolam, la morfina, la petidina, el propranolol y el tetrahidrocannabinol (THC). 
El metabolismo de primer paso no debe confundirse con el metabolismo de fase I, que es un proceso independiente.

## Factores
El metabolismo de primer paso puede producirse en el hígado (para el propranolol, la lidocaína, el clometiazol y la nitroglicerina) o en el intestino (para la bencilpenicilina y la insulina). Los cuatro sistemas principales que afectan al efecto de primer paso de un fármaco son las enzimas de la luz gastrointestinal, las enzimas de la pared gastrointestinal, las enzimas bacterianas y las enzimas hepáticas.

## Primer paso hepático
Tras la ingestión de un fármaco, este es absorbido por el aparato digestivo y penetra en la circulación portal hepática. Es transportado a través de la vena porta hasta el hígado antes de llegar al resto del organismo. El hígado metaboliza muchos fármacos, a veces hasta tal punto que solo una pequeña cantidad de fármaco activo sale del hígado hacia el resto del sistema circulatorio. Este primer paso por el hígado puede reducir considerablemente la biodisponibilidad del fármaco.
Un ejemplo de fármaco en el que el metabolismo de primer paso es una complicación y una desventaja es en el fármaco antiviral remdesivir. El remdesivir no puede administrarse por vía oral porque toda la dosis quedaría atrapada en el hígado y apenas alcanzaría la circulación sistémica ni llegaría a los órganos y células diana (p. ej., las células infectadas por el SARS-CoV-2). Por este motivo, el remdesivir se administra mediante vía intravenosa, evitando la vena porta. Sin embargo, se sigue produciendo una extracción hepática significativa debido al metabolismo de segundo paso, por el que una fracción de la sangre venosa viaja a través de la vena porta hepática y los hepatocitos.

## Diseño de fármacos
En el diseño de fármacos, los candidatos a fármacos pueden tener una buena capacidad farmacológica pero fallar en el metabolismo de primer paso debido a su selectividad bioquímica. Los modelos farmacocinéticos basados en fisiología (PBPK) se utilizan para predecir el metabolismo de primer paso, aunque requieren ajustes específicos para cada compuesto debido a la variabilidad en la permeabilidad de la mucosa intestinal y otros factores. La expresión enzimática, además, varía entre individuos, lo que puede influir en la eficacia del metabolismo de primer paso y, por ende, en la biodisponibilidad del fármaco.
Los citocromos P450, especialmente los CYP3A4, juegan un papel crucial en el metabolismo de primer paso, afectando la biodisponibilidad de los fármacos.

## Mitigación
Convertir un fármaco en un profármaco puede ayudar a evitar el metabolismo de primer paso, mejorando así su biodisponibilidad.
Modelos in vitro, como el uso de chips microfluídicos que simulan el intestino y el hígado, permiten estudiar el metabolismo de primer paso de manera más precisa, facilitando el desarrollo de fármacos con mejor perfil de absorción.

### Vías de administración
Las vías de administración alternativas, como la insuflación, la vía rectal,: 5  la vía intravenosa,: 4–5  la vía intramuscular, la vía inhalada, la vía transdérmica o la vía sublingual, evitan total o parcialmente el efecto de primer paso porque permiten que los fármacos se absorban directamente en la circulación sistémica.
Los fármacos con un elevado efecto de primer paso suelen tener una dosis oral considerablemente mayor que la dosis sublingual o parenteral. Existe una marcada variación individual en la dosis oral debido a las diferencias en el grado de metabolismo de primer paso, frecuentemente entre otros varios factores. La biodisponibilidad oral de muchos fármacos vulnerables parece aumentar en pacientes con una función hepática comprometida. La biodisponibilidad también aumenta si se administra simultáneamente otro fármaco que compite por las enzimas del metabolismo de primer paso (p. ej., propranolol y clorpromazina).